# Nyakaledonientrast
Nyakaledonientrast (Turdus xanthopus) är en fågel i familjen trastar inom ordningen tättingar.

## Utbredning och systematik
Fågeln förekommer enbart i bergstrakter på Nya Kaledonien. Den behandlas som monotypisk, det vill säga att den inte delas in i några underarter. Tidigare kategoriserades den som underart till ötrasten (Turdus poliocephalus), men denna har efter studier delats upp i ett antal arter, bland annat nyakaledonientrast.

## Status
IUCN erkänner den inte som art, varför dess hotstatus inte bedömts.